# Sant Miquel de la Roca
Sant Miquel de la Roca (o Sant Miquel del Portell) és una església gòtica troglodita del municipi de Crespià, al Pla de l'Estany. Es troba al congost del Fluvià prop de la central hidroelèctrica d'Esponellà, en una cinglera. S'hi accedeix per un camí des del mateix poble de Crespià, passant per l'església esgavellada de Sant Bartomeu de Portell.

## Descripció

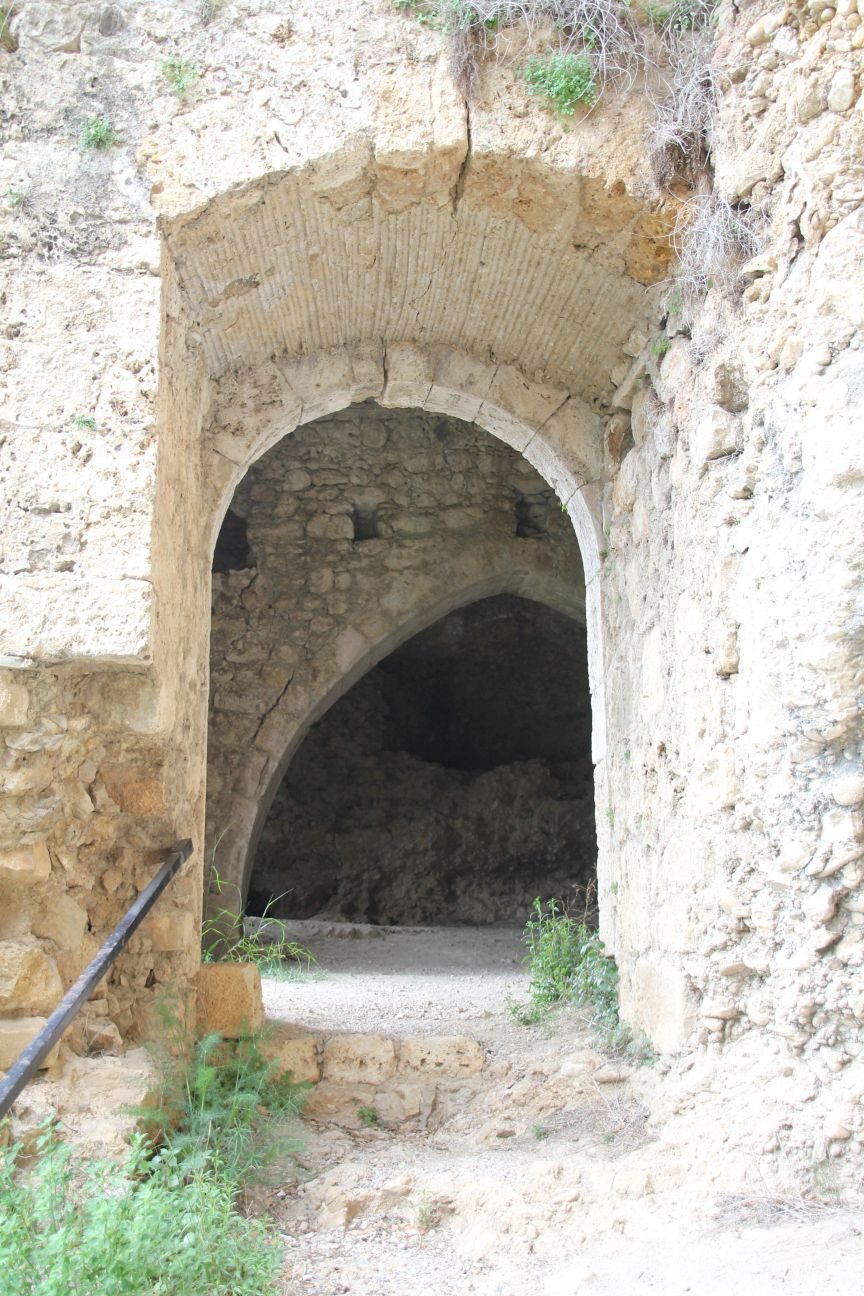
Església troglodita de Sant Miquel de la Roca

Es tracta d'un edifici religiós d'estil gòtic encastat en un penya-segat rocós format per roques aglomerades (rierencs) fonamentades per materials argilosos i sorrencs de tons rogencs, l'edifici es troba a la part superior del cingle, elevant-se a gran alçada per damunt del Fluvià. La construcció està formada per dues voltes apuntades recolzades, per una banda, a la mateixa roca excavada i per l'altre a un pany de paret paral·lel al penya-segat, cadascuna de les voltes delimita un àmbit separat per un pany de paret perpendicular al mur de façana i a la roca obert per un arc apuntat fet amb carreus treballats. L'accés es produeix per un petit i difícil corriol que arriba pel costat de llevant. A l'interior hi ha un pou o cisterna.

## Notícies històriques
Possiblement, el lloc o emplaçament de la construcció actual sigui un antic assentament prehistòric de gran antiguitat. L'any 1981 es va procedir el seu desbrossament, tasca que portà a terme el grup Art i Treball. En el segle xiv figura com a "capella sancti Michaelis de Rupe, in parrochia de Crespiano". El 1983 es va netejar i arreglar el camí d'accés, el mateix que devien utilitzar els monjos en aquest petit monestir construït en part dins d'una balma a 170 m per sobre del nivell del riu.
Està protegida com a bé cultural d'interès local des del 1989.